# Handley Page Jetstream
Handley Page Jetstream är en flygplanstyp som har byggts sedan 1969. Sedan dess har över 400 plan sålts till flygbolag över hela världen.

## Varianter

### Jetstream 31
Det är en 18-sitsig modell och kabinen är 1,8 meter hög och 1,83 meter bred.

### Jetstream 32
Jetstream 32 är ett tvåmotorigt turbopropflygplan tillverkat av British Aerospace. Planet tar 19 passagerare och har två piloter, men ingen kabinpersonal. I Sverige används planet av Flyglinjen och Direktflyg.